# Ritterstraße 1 (Magdeburg)

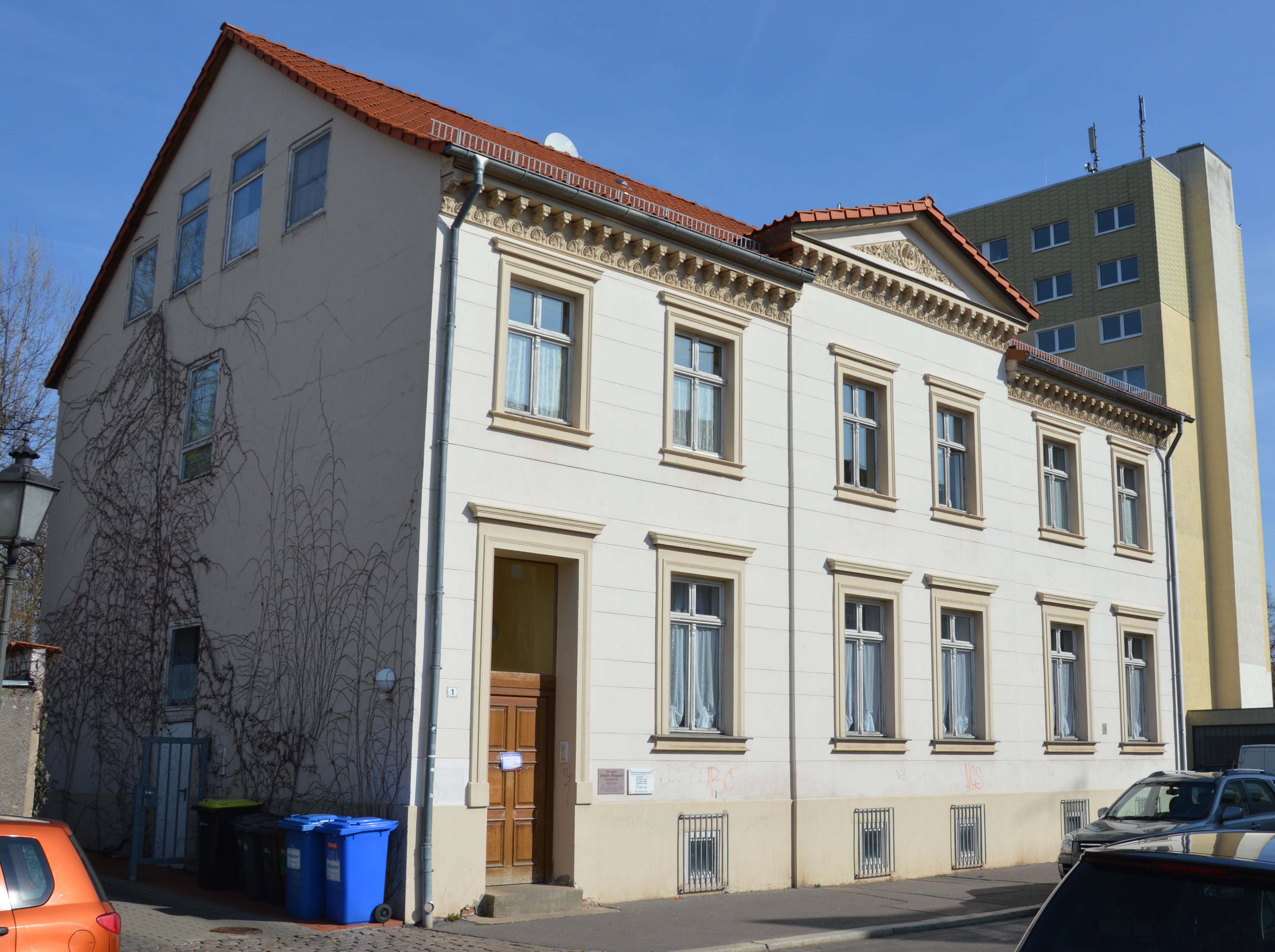
Ritterstraße 1

Das Gebäude Ritterstraße 1 ist ein denkmalgeschütztes Wohnhaus in Magdeburg in Sachsen-Anhalt.

## Lage
Das Gebäude befindet sich auf der Nordseite der Ritterstraße in der Nähe deren östlichen Endes im Magdeburger Stadtteil Neue Neustadt.

## Architektur und Geschichte
Der zweigeschossige verputzte Bau entstand vermutlich Anfang der 1870er Jahre im Stil des Spätklassizismus. Die Fassade ist sechsachsig, wobei die beiden mittleren Achsen als flacher Mittelrisalit ausgestaltet sind, der mit einem flachen Dreiecksgiebel bekrönt wird. Der Dreiecksgiebel ist mit einer weiblichen Kopfbüste und Rankwerk verziert. Unterhalb eines Konsolenkranzgesims besteht ein Akathus-Palmetten-Fries. Über die Fassade erstreckt sich eine Putzbandrustika. Der Eingang befindet sich in der linken Achse.
Das Gebäude stellt ein Relikt der gründerzeitlichen kleinstädtischen Bebauung des Gebiets dar.
Im örtlichen Denkmalverzeichnis ist das Gebäude unter der Erfassungsnummer 094 82836 als Wohnhaus verzeichnet.